# Фесенден (Северна Дакота)
Фесенден (енгл. Fessenden) град је у америчкој савезној држави Северна Дакота.

## Демографија
По попису из 2010. године број становника је 479, што је 146 (-23,4%) становника мање него 2000. године.
| Група             | 2000.       | 2010.       |
| Белци             | 619 (99,0%) | 473 (98,7%) |
| Афроамериканци    | 0 (0,0%)    | 1 (0,2%)    |
| Азијати           | 0 (0,0%)    | 0 (0,0%)    |
| Хиспаноамериканци | 1 (0,2%)    | 0 (0,0%)    |
| Укупно            | 625         | 479         |